# مجله جی
مجلهٔ جی (انگلیسی: G Magazine) یک مجلهٔ برزیلی برای همجنسگرایان مرد بود که از سال ۱۹۹۷ تا ۲۰۱۳ چاپ می‌شد. این مجله به صورت ماهانه چاپ می‌شد و در هر ماه تقریباً ۱۸۰۰۰۰ نسخه از آن به فروش می‌رفت.